# Questa notte/Era un beatnik/Un uomo rispettabile
Questa notte/Era un beatnik/Un uomo rispettabile è il primo singolo de Gli Avvoltoi per la Toast Records, registrato nel 1986 da Umberto Palazzo al Sub-Cave Studio di Bologna.

## Il disco
Il singolo contiene tre brani, l'originale Questa Notte e due cover: Era un Beatnick originariamente inciso nel 1966 dalle Teste Dure e Un Uomo Rispettabile versione italiana di A Well Respected Man dei Kinks già tradotta dai Pops nel 1966. La formazione comprende: Moreno Spirogi (voce e batteria in Era un Beatnick), Claudio Spirogi (chitarra), Andrea Tuveri (basso) e Mimmo Rash (batteria). Inoltre come ospiti suonano: Mario Scanu dei Joe Perrino & The Mellowtones (organo in Un Uomo Rispettabile) e lo stesso Umberto Palazzo (organo in Questa Notte).

## Tracce
Lato A
1. Questa Notte

Lato B
1. Era un Beatnick
2. Un Uomo Rispettabile